# Christian Lohr (Biologe)
Christian Lohr (* 4. Mai 1967) ist deutscher Biologe und Professor für Neurophysiologie an der Universität Hamburg.

## Werdegang
Lohr absolvierte ein Diplom in Biologie an der Universität Kaiserslautern 1995. 1998 promovierte er in der Abteilung für Allgemeine Zoologie und setzt seine Arbeit bis 2005 als wissenschaftlicher Assistent fort. Von 1991 bis 2001 forschte er als Gastwissenschaftler an den Arizona Research Laboratories in Tucson (Arizona) und erhielt ein Stipendium der Deutschen Forschungsgemeinschaft. 2005 habilitierte er in Zoologie und Neurobiologie in Kaiserslautern. Von 2005 bis 2008 arbeitete er als Privatdozent und Forschungsgruppenleiter für Entwicklungsneurobiologie an der Universität Kaiserslautern und der Technischen Universität Kaiserslautern. 2008 wurde er Leiter der Forschungsgruppe „Intrazelluläre Calciumdynamik“ im Interdisziplinären Zentrum für Klinische Forschung an der Universität Münster. Seit 2010 ist Christian Lohr Professor für Neurophysiologie an der Universität Hamburg. 2012 und 2017/2018 war er Komiteemitglied für die Einrichtungsanträge des Schwerpunktprogramms 1757 der Deutschen Forschungsgemeinschaft und des Sonderforschungsbereiches 1328.

## Forschungsschwerpunkte
Lohrs Forschungsschwerpunkte liegen in den Bereichen der Funktionen von Gliazellen bei neuronaler Erregung und synaptischer Übertragung und der Entwicklung des Nervensystems, sowie der Bedeutung von Gliazellen bei der Blut-Hirn-Schranke und metabolischen Prozessen des Gehirns, der Neuromodulation durch purinerge Signalgebung, der Bedeutung von Gliazellen und purinerger Signalgebung bei Multipler Sklerose und Experimenteller Autoimmunencephalomyelitis und der neuronalen Informationsverarbeitung im Riechsystem.

## Auszeichnungen und Ehrungen
- Seit 2013 Vizepräsident des German Purine Clubs – Deutsche Vereinigung zur Erforschung purinerger Signalgebung (seit 2013)[2]
- Associate Editor von Frontiers in Cellular Neuroscience[3]

## Publikationen (Auswahl)
- T. Fischer, P. Scheffler, C. Lohr: Dopamine-induced calcium signaling in olfactory bulb astrocytes. In: Sci. Rep. Band 10, 2020, S. 631. rdcu.bedoi:10.1038/s41598-020-57462-4
- A. Beiersdorfer, A. Scheller, F. Kirchhoff, C. Lohr: Panglial gap junctions between astrocytes and olfactory ensheathing cells mediate transmission of Ca2+ transients and neurovascular coupling. In: GLIA. Band 67, 2019, S. 1385–1400. onlinelibrary.wiley.comdoi:10.1002/glia.23613.
- N. Rotermund, S. Winandy, T. Fischer, K. Schulz, T. Fregin, N. Breitkreutz, M. Buchta, J. Bartels, M. Carlstrom, C. Lohr, D. Hirnet: Adenosine A1 receptor activates background potassium channels and modulates information processing in olfactory bulb mitral cells. In: Journal of Physiology (London). 2018. doi:10.1113/JP275503
- D. Droste, G. Seifert, L. Seddar, O. Jädtke, C. Steinhäuser, C. Lohr: Ca2+-permeable AMPA receptors in mouse olfactory bulb astrocytes. In: Scientific Reports. Band 7, 2017, S. 44817.
- A. Thyssen, D. Hirnet, H. Wolburg, G. Schmalzing, J. W. Deitmer, C. Lohr: Ectopic vesicular neurotransmitter release along sensory axons mediates neurovascular coupling via glial calcium signaling. In: Proceedings of the National Academy of Science USA. Band 107, 2010, S. 15258–15263.
- M. Doengi, D. Hirnet, P. Coulon, H. C. Pape, J. W. Deitmer, C. Lohr: GABA uptake-dependent Ca2+ signaling in olfactory bulb astrocytes. In: Proceedings of the National Academy of Science USA. Band 106, 2009, S. 17570–17575.
- C. Lohr, J. E. Heil, J. W. Deitmer: Blockage of voltage-gated calcium signaling impairs migration of glial cells in vivo. In: GLIA. Band 50, 2005, S. 198–211.